# Mohamed Salah
Mohamed Salah Hamed Mahrous Ghaly (arabă محمد صلاح حامد محروس غالي; n. 15 iunie 1992, Nagrig⁠(d), Al Gharbiyah, Egipt) este un fotbalist egiptean, care joacă pe post de mijlocaș lateral, atacant sau extremă la Liverpool în Premier League. Pe plan internațional, are prezențe la națională pentru Egipt.

## Statistici

### Club
La 12 octombrie 2022. 
| Club                  | Sezon            | Campionat                      | Campionat | Campionat | Cupă    | Cupă   | Cupa ligii | Cupa ligii | Competiții europene | Competiții europene | Alte competiții | Alte competiții | Total   | Total  |
| Club                  | Sezon            | Divizie                        | Meciuri   | Goluri    | Meciuri | Goluri | Meciuri    | Goluri     | Meciuri             | Goluri              | Meciuri         | Goluri          | Meciuri | Goluri |
| --------------------- | ---------------- | ------------------------------ | --------- | --------- | ------- | ------ | ---------- | ---------- | ------------------- | ------------------- | --------------- | --------------- | ------- | ------ |
| Al Mokawloon Al Arab  | 2009–10          | Prima Ligă de Fotbal din Egipt | 3         | 0         | 2       | 0      | —          | —          | —                   | —                   | —               | —               | 5       | 0      |
| Al Mokawloon Al Arab  | 2010–11          | Prima Ligă de Fotbal din Egipt | 20        | 4         | 4       | 1      | —          | —          | —                   | —                   | —               | —               | 24      | 5      |
| Al Mokawloon Al Arab  | 2011–12          | Prima Ligă de Fotbal din Egipt | 15        | 7         | 0       | 0      | —          | —          | —                   | —                   | —               | —               | 15      | 7      |
| Al Mokawloon Al Arab  | Total            | Total                          | 38        | 11        | 6       | 1      | 0          | 0          | 0                   | 0                   | 0               | 0               | 44      | 12     |
| Basel                 | 2012–13          | Superliga Elveției             | 29        | 5         | 5       | 3      | —          | —          | 16                  | 2                   | —               | —               | 50      | 10     |
| Basel                 | 2013–14          | Superliga Elveției             | 18        | 4         | 1       | 1      | —          | —          | 10                  | 5                   | —               | —               | 29      | 10     |
| Basel                 | Total            | Total                          | 47        | 9         | 6       | 4      | 0          | 0          | 26                  | 7                   | 0               | 0               | 79      | 20     |
| Chelsea               | 2013–14          | Premier League                 | 10        | 2         | 1       | 0      | 0          | 0          | 0                   | 0                   | —               | —               | 11      | 2      |
| Chelsea               | 2014–15          | Premier League                 | 3         | 0         | 1       | 0      | 2          | 0          | 2                   | 0                   | —               | —               | 8       | 0      |
| Chelsea               | Total            | Total                          | 13        | 2         | 2       | 0      | 2          | 0          | 2                   | 0                   | 0               | 0               | 19      | 2      |
| Fiorentina (împrumut) | 2014–15          | Serie A                        | 16        | 6         | 2       | 2      | —          | —          | 8                   | 1                   | —               | —               | 26      | 9      |
| Roma (împrumut)       | 2015–16          | Serie A                        | 34        | 14        | 1       | 0      | —          | —          | 7                   | 1                   | —               | —               | 42      | 15     |
| Roma                  | 2016–17          | Serie A                        | 31        | 15        | 2       | 2      | —          | —          | 8                   | 2                   | —               | —               | 41      | 19     |
| Roma                  | Total            | Total                          | 65        | 29        | 3       | 2      | —          | —          | 15                  | 3                   | —               | —               | 83      | 34     |
| Liverpool             | 2017–18          | Premier League                 | 36        | 32        | 1       | 1      | 0          | 0          | 15                  | 11                  | —               | —               | 52      | 44     |
| Liverpool             | 2018–19          | Premier League                 | 38        | 22        | 1       | 0      | 1          | 0          | 12                  | 5                   | —               | —               | 52      | 27     |
| Liverpool             | 2019–20          | Premier League                 | 34        | 19        | 2       | 0      | 0          | 0          | 8                   | 4                   | 4               | 0               | 48      | 23     |
| Liverpool             | 2020–21          | Premier League                 | 37        | 22        | 2       | 3      | 1          | 0          | 10                  | 6                   | 1               | 0               | 51      | 31     |
| Liverpool             | 2021–22          | Premier League                 | 35        | 23        | 2       | 0      | 1          | 0          | 13                  | 8                   | —               | —               | 51      | 31     |
| Liverpool             | 2022–23          | Premier League                 | 8         | 2         | 0       | 0      | 0          | 0          | 4                   | 5                   | 1               | 1               | 13      | 8      |
| Liverpool             | Total            | Total                          | 188       | 120       | 8       | 4      | 3          | 0          | 62                  | 39                  | 6               | 1               | 267     | 164    |
| Total în carieră      | Total în carieră | Total în carieră               | 367       | 177       | 27      | 13     | 5          | 0          | 113                 | 50                  | 6               | 1               | 518     | 241    |

1. ↑  Include Cupa Egiptului, Cupa Elveției, FA Cup, Coppa Italia
2. ↑  Include Football League Cup/EFL Cup
3. ↑  Două apariții în UEFA Champions League, patrusprezece apariții și două goluri în UEFA Europa League
4. 1 2 3 4 5 6 7 8 9  Apariții în UEFA Champions League
5. ↑  Apariții în UEFA Europa League
6. ↑  Două apariții în UEFA Champions League, șase apariții și două goluri în UEFA Europa League
7. ↑  O apariție în FA Community Shield, o apariție în UEFA Super Cup, două apariții în FIFA Club World Cup
8. 1 2  Apariție în FA Community Shield

## Palmares

### Club

#### Basel
- Superliga Elvețiană: 2012-2013, 2013-2014

#### Chelsea
- League Cup : 2014-2015

#### Liverpool
- Liga Campionilor UEFA: 2018–2019
- Premier League : 2019-2020
- FA Cup : 2021-2022
- League Cup : 2021-2022
- FA Community Shield : 2022
- Supercupa Europei : 2019
- Campionatul Mondial al Cluburilor FIFA : 2019

### Internațional

#### Egipt U20
- Cupa Națiunilor Africane U20 locul 3: 2011

#### Egipt
- Semifinala Cupei Națiunilor Africane: 2017

### Individual
- CAF Most Promising Talent of the Year: 2012
- UAFA Golden Boy: 2012
- SAFP Golden Player: 2013
- El Heddaf Arab Footballer of the Year: 2013, 2017
- A.S. Roma Player of the Season: 2015–16
- Globe Soccer Best Arab Player of the Year: 2016
- CAF Team of the Year: 2016, 2017
- CAF Africa Cup of Nations Team of the Tournament: 2017
- Premier League Player of the Month: noiembrie 2017, februarie 2018, martie 2018
- PFA Player of the Month: noiembrie 2017, decembrie 2017, februarie 2018, martie 2018
- African Footballer of the Year: 2017
- BBC African Footballer of the Year: 2017
- Goal's Arab Player of the Year: 2017
- PFA Players' Player of the Year: 2017–18
- FWA Footballer of the Year: 2017–18
- Premier League Golden Boot: 2017–18
- Premier League Player of the Season: 2017–18
- PFA Team of the Year: 2017–18 Premier League
- Liverpool F.C. Fans Player of the Year: 2017–18
- Liverpool F.C. Players' Player of the Year: 2017–18
- PFA Fans' Player of the Year: 2017–18
- UEFA Champions League Squad of the Season: 2017–18